# Laurierduif
De laurierduif (Columba junoniae) is een vogel uit de familie van de duiven (Columbidae). De soort is endemisch op de Canarische eilanden.

## Kenmerken
De laurierduif is 38 tot 41 cm lang, zo groot als een houtduif. De duif is overwegend egaal donker grijsbruin met een paarse glans. De kop en de hals hebben een metaalglans. De staart en stuit zijn licht blauwgrijs waarbij de staart een brede witte eindband heeft.

## Voorkomen en leefgebied
De vogel komt voor op de eilanden La Palma, La Gomera en (sinds 1975)  Tenerife. Het leefgebied bestaat uit montaan bos tot op 1600 m boven de zeespiegel dat bestaat uit boomheide (Erica arborea) en laurierbos dat groeit op rotsige hellingen en in diepe kloven.

## Status
De laurierduif heeft een zeer klein verspreidingsgebied en daardoor is de kans op de status kwetsbaar (voor uitsterven) groot. Het leefgebied wordt bedreigd door exploitatie van het bos, verder door predatoren en ziekten die op de eilanden zijn ingevoerd. De grootte van de populatie wordt geschat op 1000-2500 broedparen. Dankzij de instelling van beschermde gebieden, gaat dit aantal weer langzaam vooruit. Mogelijk is deze waargenomen toename ook een effect van intensiever onderzoek. Om deze redenen staat deze soort duif als gevoelig op de Rode Lijst van de IUCN.